# Graciosa

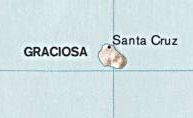
Karta över Graciosa.

Graciosa är en ö som tillhör den centrala ögruppen i Azorerna, tillsammans med Pico, Terceira, Faial och São Jorge.
Ön har oval form och en areal på 60,84 km². Ca 4 780 personer är bosatta på ön (2001). Den nordöstra delen av ön består av lågland som sedan gradvis reser sig upp mot vulkankäglan Pico Timão, som är 398 meter hög. Huvudstad och enda stad på ön är Santa Cruz da Graciosa.
- Orter på Graciosa: Santa Cruz da Graciosa, Praia, Luz, Guadalupe.

## Historia
Ingen vet exakt när Graciosa upptäcktes, men det man vet är att den första kolonisatören hette Vasco Sodré. Han slog sig ner på ön under 1470-talet tillsammans med sin familj på den plats som fick sina stadsrättigheter 1486, Santa Cruz. Vasco Sodré kom från Terceira och många av de efterföljande kolonisatörerna kom från samma ö. Det var också med Terceira man bedrev 1500-talets handel med jordbruksprodukter och vin.
Invånarna på Graciosa har kunnat leva ett relativt ostört liv, då det inte har inträffat några vulkanutbrott så länge som bosättare har funnits här. Dock har ett och annat jordskalv registrerats.
På 1600-talet fortsatte jordbruket, men fisket blev en stor del av inkomsterna. Under en period försökte man att föda upp rådjur och hjort, men den verkliga fullträffen var när man började producera cognac, vilket var en produkt som fick ett utbrett rykte.
På 1800-talet blev Graciosa känt för de geologiska och vulkanologiska forskningsarbeten som bedrevs här. Till de mer berömda forskargästerna hörde Prins Albert av Monaco som var en erkänd oceanograf och var en av de första att gå ner i Furna do Enxofre.